# 山丹县各级文物保护单位列表
以下为甘肃省张掖市山丹县各级文物保护单位。

## 甘肃省文物保护单位
- 四坝滩遗址
- 壕北滩遗址及墓群
- 山羊堡滩墓群
- 艾黎与何柯陵园

1. ↑  . 中国文物信息网.[永久]